# Rampjaar 1672

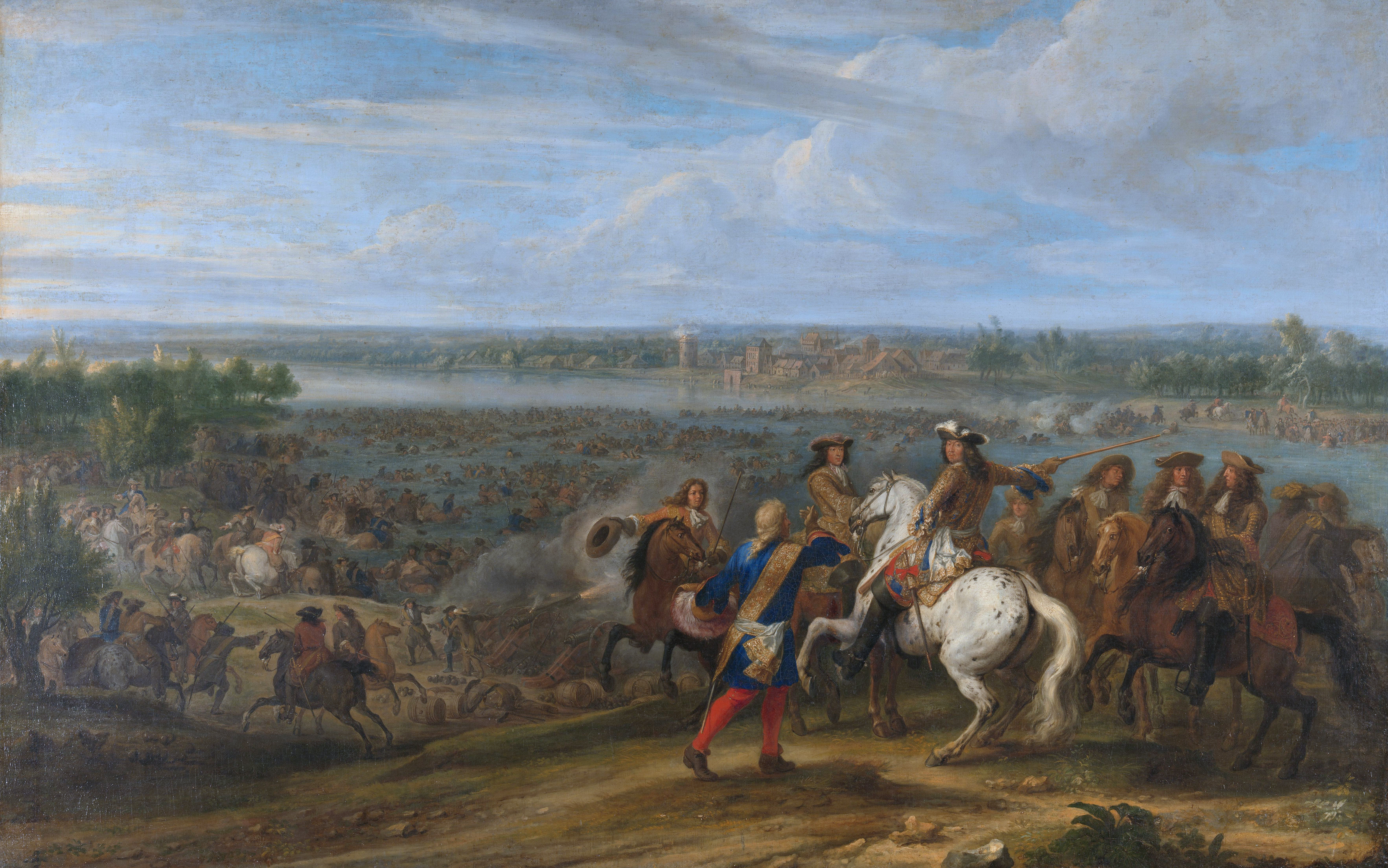
Lodewijk XIV trekt bij het Tolhuis bij Lobith de Rijn over (12 juni 1672), door Adam Frans van der Meulen

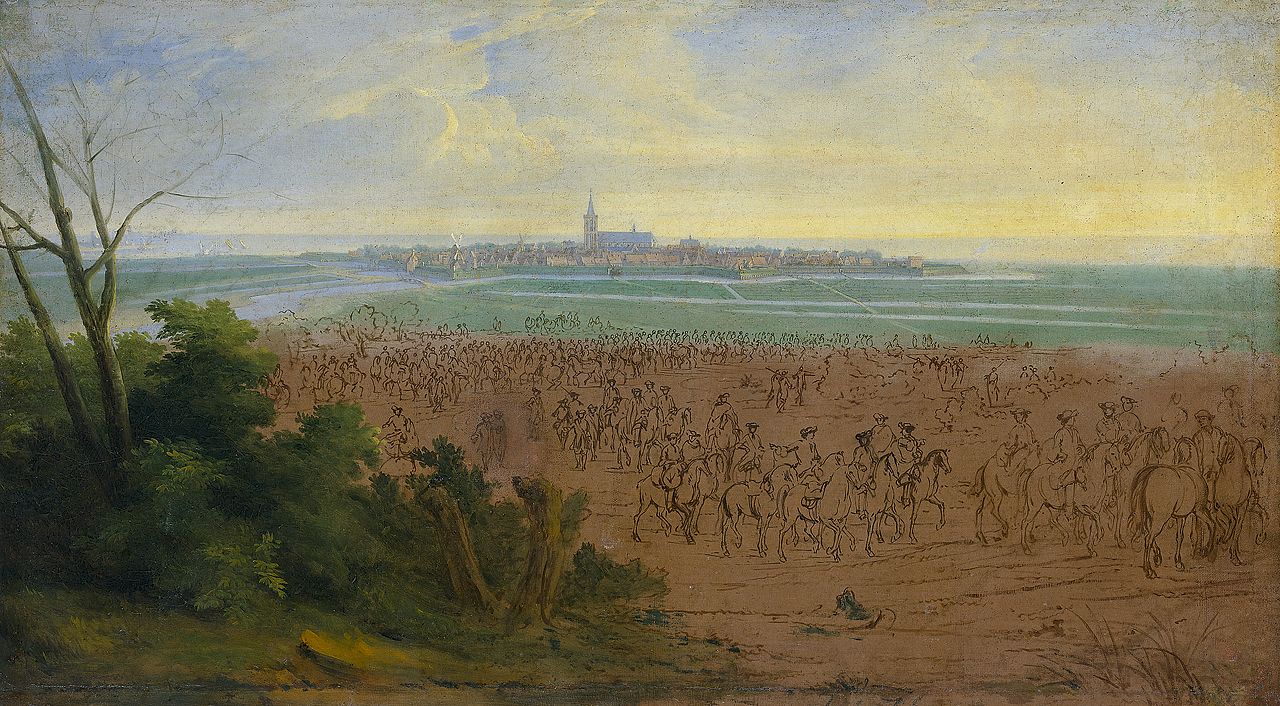
Het Franse leger voor Naarden op 20 juli 1672 door Adam Frans van der Meulen

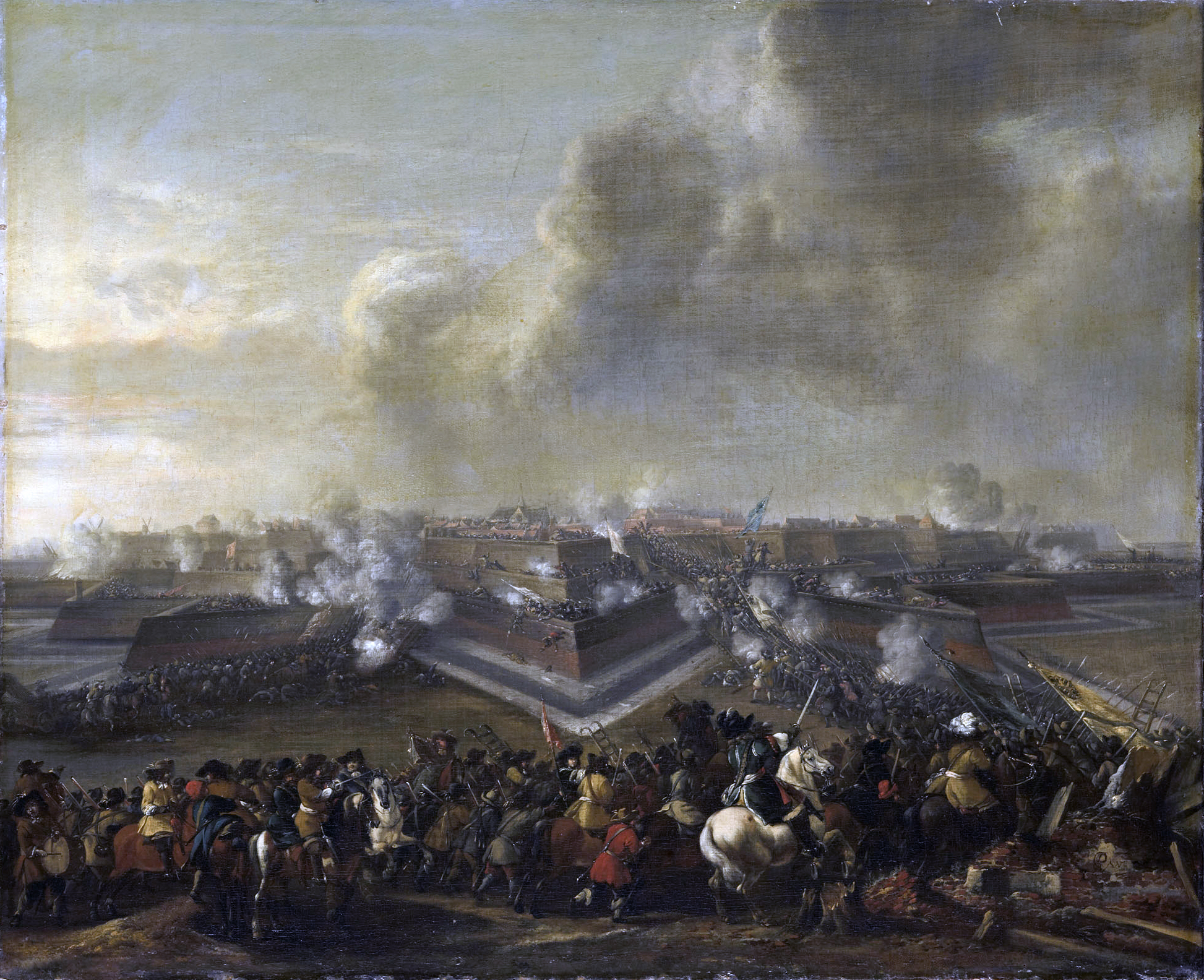
De bestorming van Coevorden eind december 1672 door Pieter Wouwerman, de broer van Philips Wouwerman

Het jaar 1672 staat in de Nederlandse geschiedenis bekend als het Rampjaar. Volgens een Nederlands gezegde was "de regering radeloos, het volk redeloos en het land reddeloos". In dit jaar begon de Hollandse Oorlog en werd de Republiek der Zeven Verenigde Nederlanden aangevallen door Engeland, Frankrijk en de bisdommen Münster en Keulen, onder het gezag van respectievelijk Christoph Bernhard von Galen en Maximiliaan Hendrik van Beieren.
De Franse legers konden niet de kortste route door de Spaanse Nederlanden nemen, omdat Frankrijk aartshertog van Oostenrijk keizer Leopold I buiten de strijd wilde houden. Daarom waren de bisdommen door de Fransen om logistieke redenen tot bondgenoot gemaakt. De binnenvallende legers trokken op 12 juni 1672 over de Rijn bij Lobith (zie Slag bij Tolhuis) en versloegen het zwakke leger van de Republiek en bezetten snel veel grondgebied in het landschap Twente en het graafschap Zutphen.
Door deze tegenslagen brak paniek uit in de niet-bezette delen van de Republiek. Veel bestuurders, die aan de kant van de tot dat moment leidende partij der staatsgezinden stonden, werden gedwongen hun posities af te staan aan prinsgezinden. Dit jaar vormde zo ook het eind van het Eerste Stadhouderloze Tijdperk.
De belangrijkste staatsgezinde regent was Johan de Witt. Samen met zijn broer Cornelis verloor hij in dit jaar niet alleen zijn ambt, maar ook zijn leven, toen ze door een woedende, door orangistische partijgangers opgezweepte menigte werden vermoord.
Het rampjaar duurde ongeveer 17 maanden volgens historicus Luc Panhuysen. Banken, scholen, winkels, rechtbanken en schouwburgen werden gesloten. Kunsthandelaren en -schilders gingen failliet aan de gevolgen van een heftige crisis.

## Bestaande situatie in de Republiek
Al tijdens de Tachtigjarige Oorlog hadden er spanningen bestaan tussen aanhangers van een bestuur door de regenten, de staatsgezinden en aanhangers van een bestuur door de prins van Oranje, de prinsgezinden. Deze spanningen waren in 1650 geëscaleerd toen Willem II een poging deed Amsterdam in te nemen om de machtsstrijd in zijn voordeel te beslechten.
Na zijn plotse dood kwamen de staatsgezinden weer aan de macht. Volgens hun overtuiging was een stadhouder of koning schadelijk voor de 'Ware Vrijheid'. De postuum geboren zoon van Willem II, nog een zuigeling, werd niet benoemd tot stadhouder en ook het ambt van kapitein-generaal (opperbevelhebber van het leger) bleef onbezet. De Staten van Holland benoemden Johan de Witt, zoon van een regent die door Willem II gevangen was gezet, tot raadpensionaris, het belangrijkste ambt binnen de Republiek.
Hoewel lang niet alle bestuurders en provincies staatsgezind waren, hadden de staatsen zolang er geen grote economische problemen of oorlogen dreigden de macht stevig in handen. Daarom en vanwege hun eigen zakelijke belangen, probeerden de regenten oorlogen binnen Europa te vermijden.

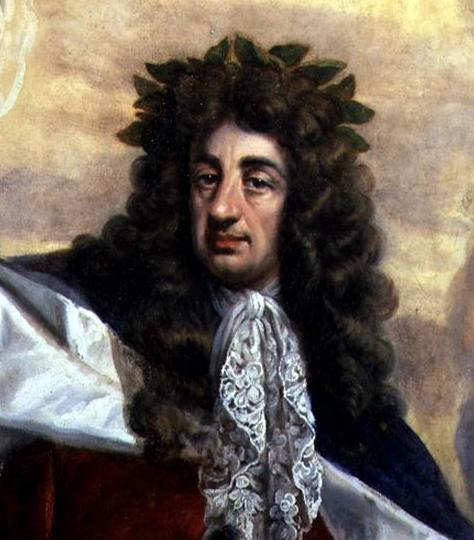
Koning Karel II van Engeland

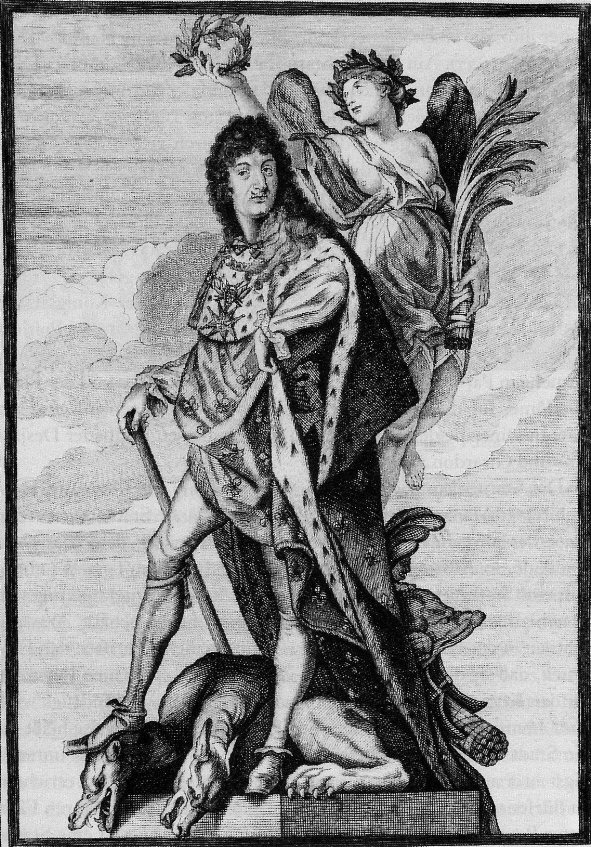
Koning Lodewijk XIV van Frankrijk

## Aanloop tot oorlog
Tijdens de onafhankelijkheidsoorlog tegen Spanje had de Republiek een verbond gesloten met Frankrijk. In 1648 hadden Spanje en de Oostenrijkse landen de Republiek erkend en was er vrede gesloten. Frankrijk daarentegen had wel vrede gesloten met Oostenrijk, maar met Spanje doorgevochten tot 1659. Volgens de Vrede van de Pyreneeën zou de Franse koning Lodewijk XIV trouwen met een dochter van Filips IV van Spanje: Maria Theresia zou afzien van haar erfrechten in ruil voor een bruidsschat. Deze bruidsschat werd door de Spanjaarden nooit volledig betaald, stelde Frankrijk.

### Verhouding met Engeland
De verhouding tussen de Republiek en Engeland was tijdens deze periode problematisch. De landen waren concurrenten op het gebied van handel en koloniën. In 1651 had dit al tot de Eerste Engels-Nederlandse Oorlog geleid. In een geheime paragraaf bij de vrede was bepaald dat het gewest Holland het ambt van stadhouder geheel zou afschaffen en nooit meer een lid van het Huis van Oranje zou laten benoemen tot kapitein-generaal. Oliver Cromwell had deze bepaling, de Akte van Seclusie, geëist als reactie op de hulp van Willem II aan diens schoonvader Karel I van Engeland tijdens de Engelse Burgeroorlog en wegens de nauwe banden tussen de door hem ten val gebrachte Stuarts en de Oranjes. Al was een vermindering van de invloed van de Oranjes de staatsgezinden zeker niet onwelkom, met deze bepaling mengden de Engelsen zich in hun binnenlandse politiek. De prinsgezinden waren uiteraard ook woedend toen de bepaling bekend werd.
Na de dood van Cromwell kwam met Karel II van Engeland het Huis Stuart weer op de troon. De geheime clausule uit het verdrag werd geschrapt, maar de bepalingen van de vrede die nadelig waren voor de Nederlandse handel niet, zoals het respecteren van de Acte van Navigatie. De onenigheden tussen de beide Noordzeelanden laaiden opnieuw op en de Tweede Engels-Nederlandse Oorlog volgde. Na de vorige oorlog had Johan de Witt de vloot behoorlijk versterkt ten koste van het landleger van de Republiek. Met deze vloot en met hulp van de Fransen, met wie opnieuw een bondgenootschap was aangegaan, wist de Republiek Engeland en zijn bondgenoot Münster te verslaan.
De hulp van Frankrijk bestond echter voornamelijk uit diplomatieke druk. Frankrijks leger en vloot waren nauwelijks in actie geweest.

### Verhouding met Frankrijk
Na de dood van de Spaanse koning Filips IV in 1665 claimde Lodewijk XIV een deel van de erfenis voor zijn vrouw. Volgens plaatselijk recht in delen van de Spaanse Nederlanden gaat het erfdeel van dochters uit een eerder huwelijk vóór het erfdeel van zonen uit latere huwelijken. Lodewijk XIV legde dit zo uit dat zijn vrouw de Spaanse Nederlanden zou erven, omdat zij uit het eerste huwelijk van Filips voortgekomen was en zijn opvolger Karel II van Spanje een zoon was uit Filips' tweede huwelijk. Om de argumenten kracht bij te zetten viel Frankrijk de Spaanse Nederlanden binnen, wat leidde tot de Devolutieoorlog, waarin Frankrijk opnieuw een aanzienlijk deel van Vlaanderen veroverde.
Deze ontwikkelingen bedreigden de belangen van de Republiek. Een militair sterk land als Frankrijk aan de zuidgrens zou een veel groter gevaar zijn voor de Republiek dan de min of meer zelfstandige Zuidelijke Nederlanden in een personele unie met Spanje. Om Frankrijk te stoppen sloot Johan de Witt de Triple Alliantie met Engeland en Zweden. Officieel was dit een bondgenootschap dat zou bemiddelen in de oorlog tussen Spanje en Frankrijk, maar in geheime onderdelen verbonden de partners zich om geweld te gebruiken als een van beide landen (lees: Frankrijk) geen vrede zou willen.

### Wisseling van Bondgenootschappen

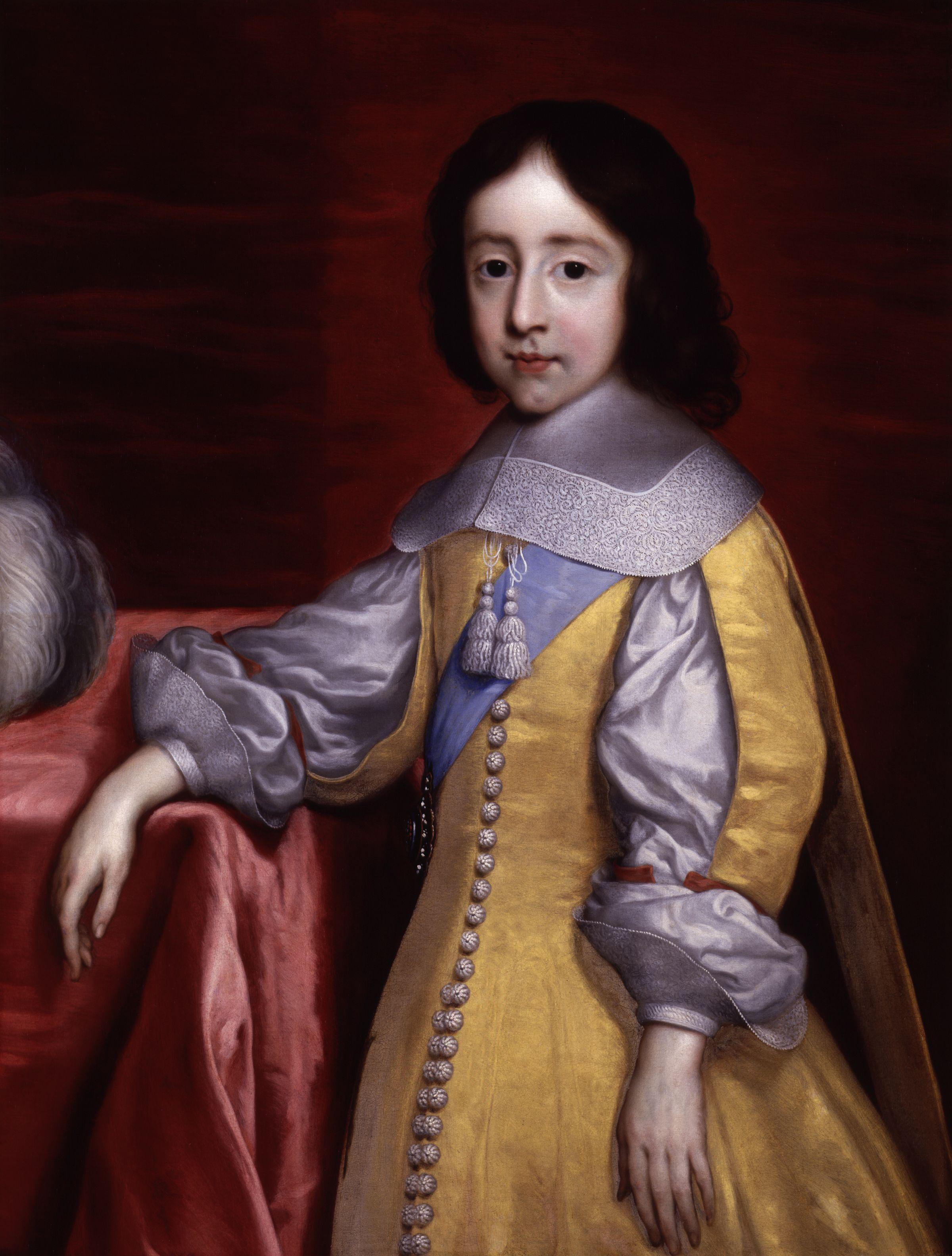
Prins Willem III als kind, door Cornelis Janssens van Ceulen

Frankrijk en Spanje sloten op 2 mei 1668 de Vrede van Aken, maar doordat de geheime clausules van de Triple Alliantie bekend raakten, voelde Lodewijk XIV zich beledigd door de Republiek. Onmiddellijk nam hij stappen om de Republiek te isoleren. Zweden en Münster werden snel omgekocht. De Engelse publieke opinie was wantrouwig tegenover Lodewijk XIV, maar voor de Engelse koning Karel II kon een oorlog tegen de Republiek in zijn voordeel uitwerken. Een oorlog zou vermoedelijk leiden tot de val van de staatsgezinde regering, waardoor zijn neef Willem III de macht zou krijgen. Het bood ook mogelijkheden om het Nederlandse handelsmonopolie te vernietigen.
Na bemiddeling van Henriëtte Anne, Karels zuster die de echtgenote was van Filips van Orléans, sloten Engeland en Frankrijk het Traktaat van Dover, een geheime offensieve alliantie. Frankrijk zou de Generaliteitslanden krijgen plus nog enkele delen in het zuiden; Münster en Keulen zouden delen in het oosten krijgen. Engeland zou enkele kuststeden krijgen en Willem III zou benoemd worden als soeverein prins onder de protectie van Karel II. Lodewijk beloofde Karel te voorzien van subsidies waarmee deze zou kunnen regeren zonder het parlement te hoeven raadplegen.

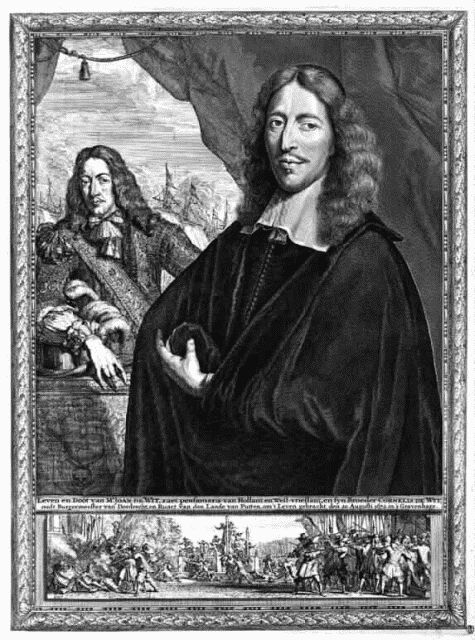
Johan (rechts) en Cornelis de Witt

De Nederlanders waren op de hoogte van de onderhandelingen tussen Fransen en Engelsen, maar details waren niet bekend. Johan de Witt rekende erop dat de publieke opinie in Engeland tegen een oorlog met een protestantse natie zou zijn en bovendien Lodewijk XIV niet zou vertrouwen. Verder deed De Witt moeite om de relatie met Frankrijk te verbeteren, middels de gezant Pieter de Groot. De Republiek en Frankrijk hadden eigenlijk geen tegengestelde belangen, behalve over de Zuidelijke Nederlanden. Frankrijk zag de rivier de Rijn als zijn natuurlijke grens en tussen de Rijn en Frankrijk lagen de Spaanse Nederlanden en de Generaliteitslanden, een deel van de Republiek. Volgens de Franse ambassadeur Godefroi d'Estrades waren de Nederlanders algemeen in hun oordeel "Gallicus amicus, non vicinus"; de Fransman als vriend, niet als buur.
De Republiek had een sterke vloot, maar maakte te weinig voorbereidingen voor uitbreiding van het leger. Redenen hiervoor waren geldtekort en gebrek aan vertrouwen in het leger dat in het verleden een wapen in de handen van de stadhouders was geweest. Steeds meer tekenen wezen echter in de richting van oorlog. In februari 1672 werd de 21-jarige prins Willem III benoemd tot kapitein-generaal en daarmee tot opperbevelhebber van het leger.

## De Oorlog

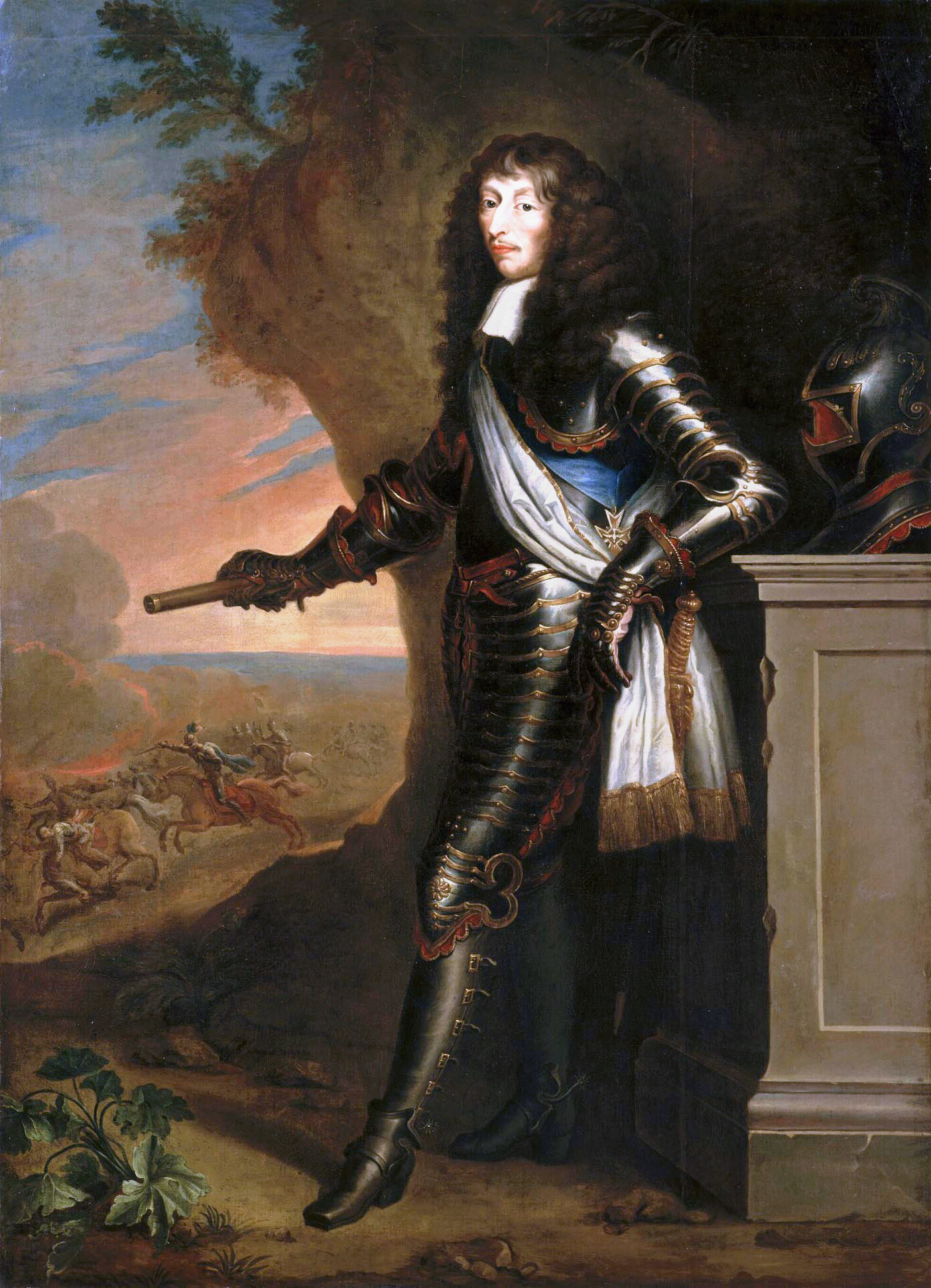
De Prins van Condé

In maart 1672 viel de Engelse vloot een van de Levant terugkerend Nederlands handelskonvooi aan. Op 27 maart gevolgd door een oorlogsverklaring. Op 6 april volgde die van Frankrijk en eind mei die van de bisdommen Keulen en Münster, nadat de troepen onder het bevel van de Zonnekoning Maastricht links hadden laten liggen.
De markies van Turenne, de prins van Condé en maarschalk Luxembourg werkten in 1672 samen om de Republiek te veroveren. Op 17 mei lag het Franse leger voor Wezet aan de Maas. De aanvoerders waren het oneens of Maastricht, dat goed te verdedigen was, aangevallen moest worden. Turenne was tegen en liet 10.000 man achter als rugdekking.
In plaats van door de Zuidelijke Nederlanden te trekken, trok het Franse leger via het prinsbisdom Luik en het prinsbisdom Keulen om de verdedigingslinie van de Republiek heen. Op 28 mei was Condé gevorderd tot Kaiserswerth en als eerste werden de steden van de Kleefse barrière belegerd. Op 12 juni stond het leger voor Lobith, klaar om de Rijn over te steken. Condé raakte gewond tijdens de oversteek. Turenne nam het commando over en splitste het leger in tweeën. Zowel Arnhem als Nijmegen werden belegerd. Lodewijk XIV trok naar Doesburg, zijn broer Philippe naar Zutphen. Grol en Deventer werden belegerd door de Duitse bisschop Bernard van Galen. Bij de IJssel kwam het tot een veldslag die de Fransen gemakkelijk wonnen. Nu lag het hele grondgebied van de Republiek open.
Op 19 juni viel Naarden; 30 juni lagen de Fransen voor Gorkum. De Nederlandse vloot had ondertussen de verenigde Engels-Franse vloot verslagen in de Slag bij Solebay. Luxembourg nam het commando van Condé over. Na anderhalve maand kwam een fase van stilstand in de Hollandse Oorlog, maar in de steden van Holland, Zeeland, Utrecht, Friesland was de paniek compleet.
In veel plaatsen kwam het tot oproer en relletjes tegen de regenten. De oproerlingen wensten de benoeming van de prins van Oranje en bestraffing van degenen verantwoordelijk voor de oorlog en de staat van het leger. Beschuldigingen van verraad waren niet van de lucht. Onder deze druk viel de regering. Johan de Witt en 130 andere staatsgezinde regenten, zoals Andries de Graeff, zijn neef Pieter de Graeff, Hans Bontemantel en Lambert Reynst in Amsterdam en Pieter de Groot in Rotterdam namen ontslag en werden vervangen door prinsgezinde regenten.
Een van de eerste handelingen van Willem III was het verwijderen van het woord 'eervol' in de ontslagverlening aan Johan de Witt.
De hoofdrolspelers van de aanval op de Republiek op een rij:

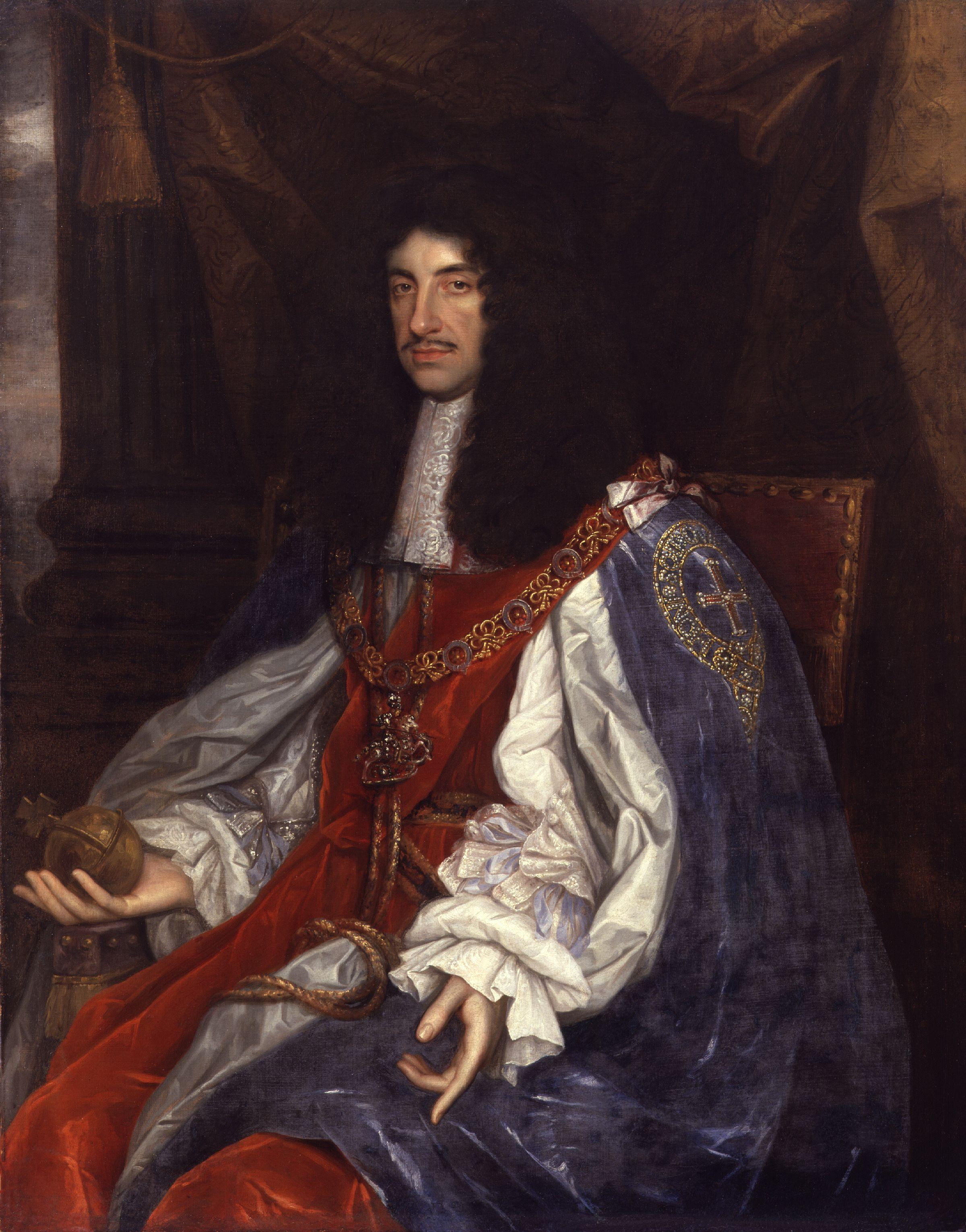
Karel II (1630-1685), de protestantse Engelse koning van het Huis Stuart, door John Michael Wright of zijn atelier, ca. 1660-1665.
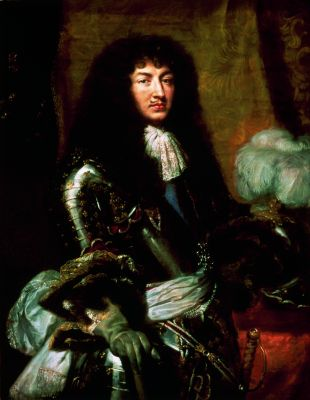
Lodewijk XIV (1638-1715), de Franse koning, atelier van Claude Lefèbvre, 1670
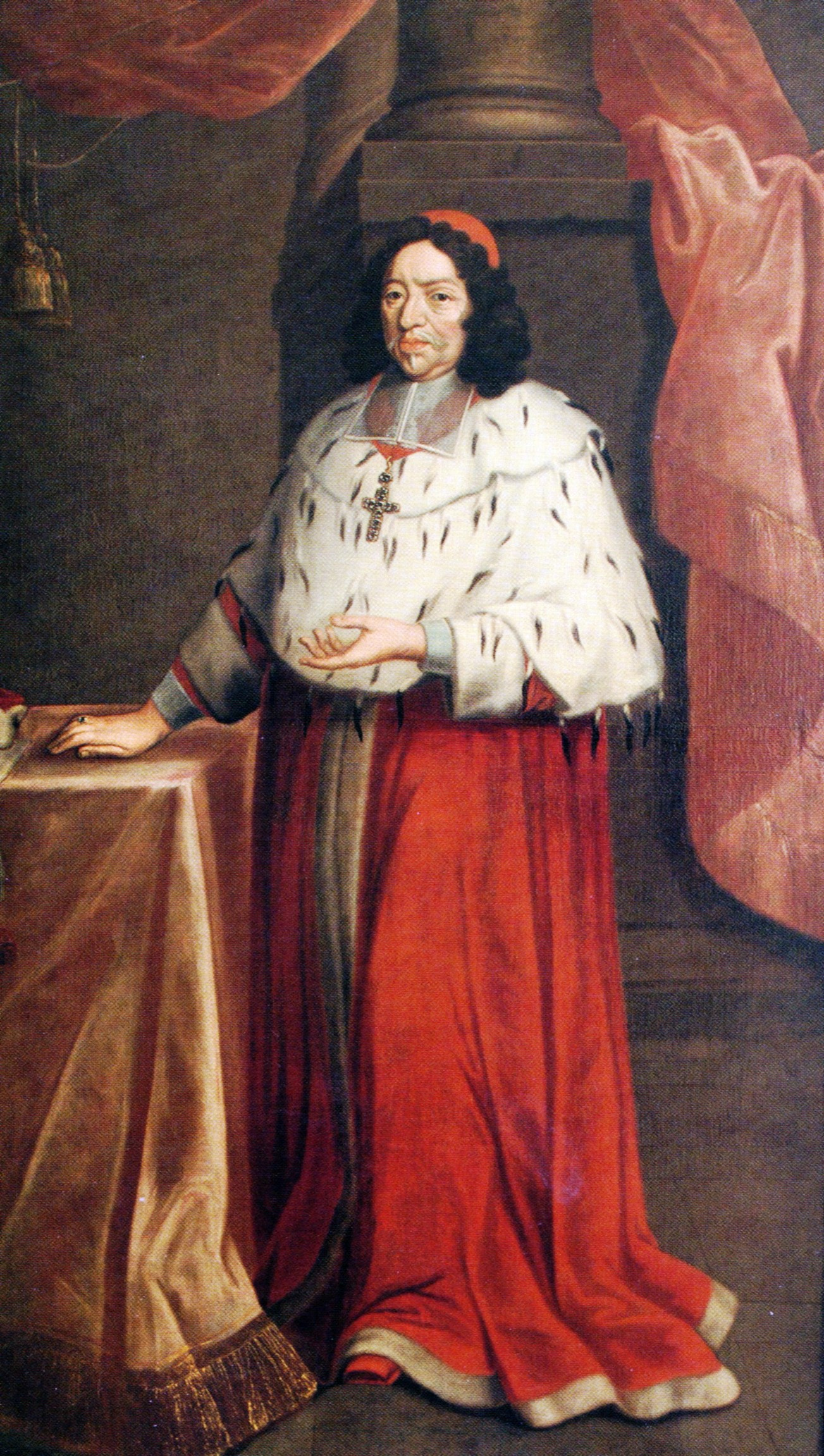
Maximiliaan Hendrik van Beieren (1621-1688), de aartsbisschop van Keulen
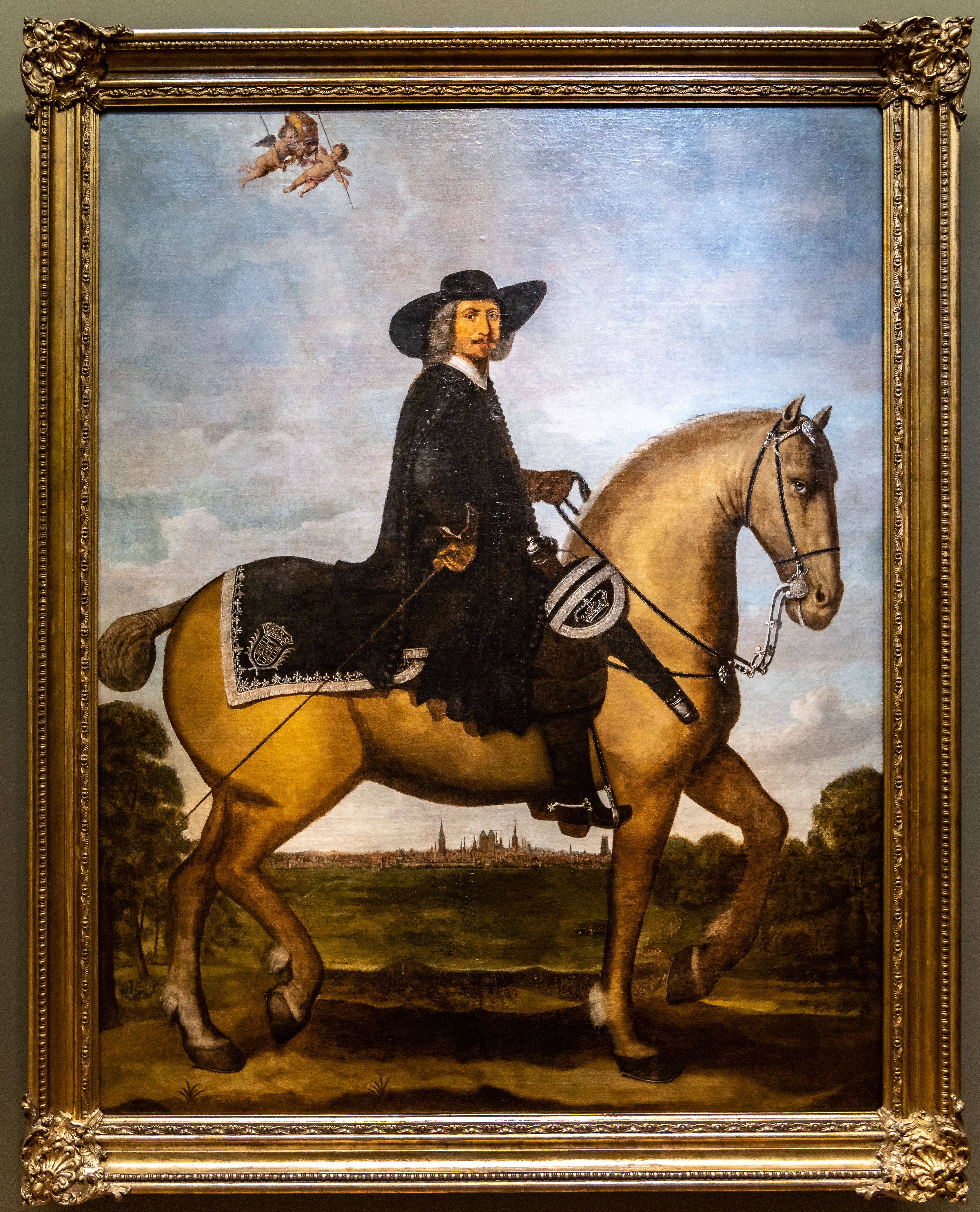
Christoph Bernhard von Galen ('Bommen Berend'), de bisschop van het Prinsbisdom Münster (1606-1678), door Wolfgang Heimbach

### Moord op gebroeders De Witt
De woede van het volk was nog niet tevreden gesteld met de machtsovername en zocht een doelwit. In augustus werd Cornelis de Witt, de minder talentvolle en nog minder populaire broer van Johan de Witt, gevangengezet op verdenking van het beramen van een moordaanslag op Willem III. De rechtbank achtte dit echter niet bewezen en sprak Cornelis de Witt vrij. Toen Johan de Witt op 20 augustus echter zijn broer uit hechtenis kwam ophalen, verzamelde een menigte zich rond de gevangenis. Kort daarop werd de cavalerie van Claude-Frédéric t'Serclaes van Tilly, die de gevangenis bewaakte, weggestuurd om een niet-bestaande groep plunderende boeren tegen te houden.
Het einde kwam voor de gebroeders De Witt toen leden van de plaatselijke schutterij de gevangenis bestormden. De broers werden naar buiten gehaald en vermoord, waarna hun lijken ernstig werden verminkt. Vingers, tenen en geslachtsdelen werden afgehakt en de ingewanden werden verwijderd.
De namen van enkele moordenaars zijn bekend. Zij werden beschermd en in sommige gevallen beloond door Willem III. Volgens meerdere bronnen was Cornelis Tromp, een vijand van Johan de Witt en partijganger van de prins, bij de moord aanwezig.
Tegenwoordig vermoeden de meeste historici dat er een complot was om de moorden te plegen en dat Willem III op zijn minst op de hoogte was.

### De Waterlinie en het vervolg van de oorlog

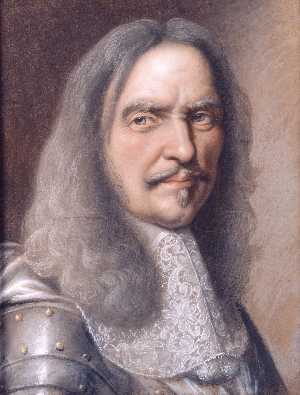
Maarschalk Turenne

De Fransen waren opgerukt van de IJssel tot in Utrecht. Daar begonnen onderhandelingen over vrede. Frankrijk zou de gebieden ten zuiden van de Waal krijgen, Engeland zou Walcheren krijgen en enkele steden aan de kust en Keulen en Münster wat gebieden in het oosten. Karel en Lodewijk besloten dat Willem III als prins zou regeren over een overblijfsel van de Republiek. Ook moest er veel geld worden betaald en de katholieken volledige godsdienstvrijheid worden gegeven, anders zou Frankrijk Utrecht en heel Gelderland houden. Deze eisen waren zo hoog dat ze afgewezen werden en de Republiek in haar verzet sterkten.
Met 30.000 man bezetten de Fransen Utrecht. De vroedschap had de keuze passief af te wachten of de vijand haar diensten aan te bieden en zodoende in ieder geval enige invloed te kunnen uitoefenen. De inkwartiering werd een zware last en de regenten stonden bloot aan afpersing. De prins van Condé had het kasteel bij Amerongen verlaten en zijn intrek genomen in het huis van oud-burgemeester Johan van Nellesteyn aan het Janskerkhof in Utrecht. Joan Huydecoper van Maarsseveen wist Luxembourg af te kopen en stuurde hem twee kimono's. In tabak bleek hij niet geïnteresseerd.
Tijdens de onderhandelingen werd Willem III de toegang tot de stad Utrecht geweigerd. Hij trok zich terug achter de Hollandse Waterlinie.
Luxembourg nam het commando over van Condé, die zwaargewond was geraakt aan zijn hand. Eind juli 1672 ging Lodewijk XIV met 20.000 man terug naar Frankrijk. Luxembourg hield 40.000 man over. In de zomer werden de verrichtingen van het Franse leger minder spectaculair en de manschappen verveelden zich. De Fransen bliezen aan de Rijn en de Vecht veel kastelen op, zoals Kasteel Nijenrode.
In september trok hij Lexmond, Capelle en Benschop binnen; drie dagen later Hilversum, Loosdrecht en Eemnes. Luxembourg liet zich voor Naarden weglokken en versloeg op 12 oktober Willem III bij een aanval op het door de Fransen bezette Woerden. Luxembourg moest 15.000 man afstaan aan Turenne, die zich opstelde tussen Wesel en Koblenz, langs de Rijn. Het Staatse leger onder bevel van de stadhouder bedreigde Charleroi in Henegouwen; Luxembourg bedreigde eind december Den Haag en stuitte op de Hollandse Waterlinie bij Zegveld. Nadat hij Zwammerdam en Bodegraven had laten uitmoorden, keerde hij terug naar Woerden. Er volgde een propaganda-oorlog en zelfs uit zijn eigen gelederen kwam kritiek over zijn handelwijze.
De Fransen konden hun opmars niet doorzetten en trokken zich terug tot de Piéton. De maarschalk, die tot genoegen van zijn manschappen kastelen langs de Vecht liet plunderen, had eind 1672 schoon genoeg van zijn verblijf in de ondergelopen polders. Condé, lijdend aan jicht, nam tegen zijn zin het bevel weer over. De Markies van Louvois gaf hem de opdracht wreed en onbarmhartig te zijn en zo veel mogelijk in brand te steken.

### Oorlog met Münster

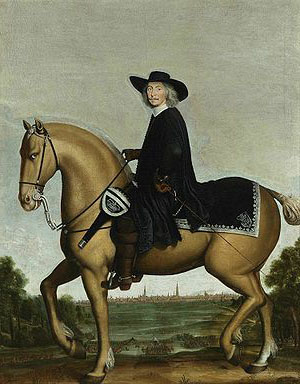
Bernard von Galen voor de stad Groningen, door Wolfgang Heimbach (1674)

Albertine Agnes van Nassau liet krachtig optreden toen de Linde-linie langs het riviertje de Linde te zwak bleek. Onder leiding van luitenant-admiraal baron Hans Willem van Aylva ging het er rond de schansen van deze Friese waterlinie soms heftig aan toe. Bernard von Galen ("Bommen Berend") slaagde erin tot vlak voor de stelling Heerenveen te komen, maar die was versterkt met een aarden wal en dubbele grachten. De bezetting bestond uit burgercompagnieën: schutters uit Leeuwarden en Franeker, en geregelde troepen, allen onder het bevel van graaf Johan Maurits van Nassau-Dietz, die veel last had van reumatiek, stadhouder Hendrik Casimir II, generaal Carl von Rabenhaupt en Van Aylva zelf. De Münstersen vielen in de nacht van 18 op 19 augustus 1672 tot driemaal toe aan, maar ze werden steeds gestopt. Daardoor konden ze Friesland niet verder binnendringen. Op 28 augustus, en na een beleg van amper een maand gaf de bisschop zijn troepen opdracht de belegering van Groningen op te heffen (het Gronings Ontzet). Op 2 september 1672 werd Blokzijl bijgestaan door Friese troepen en een Hollandse vloot; de bisschop trok zich terug.
Op het diplomatieke front was de Republiek erin geslaagd om Brandenburg-Pruisen, het Heilige Roomse Rijk en Spanje aan haar zijde te krijgen. De Keulse en Münsterse bisschoppen hadden 30.000 man ingezet, maar haalden hun troepen terug toen de keurvorst Frederik Willem van Brandenburg en de militaire bevelhebber van de Duitse keizer, Raimondo Montecuccoli zich in september 1672 bij Halberstadt verzamelden en de mogelijkheid bestond dat die Münster en Keulen in de rug zouden aanvallen. De Münstersen vertoefden niettemin geruime tijd in Staphorst en omstreken, zodat zelfs de kerk van dat dorp bijna een jaar voor de beoefening van de roomse eredienst werd gebruikt. Men mag dus veronderstellen dat het fort gedurende die tijd door de vijand niet onbezet werd gelaten, temeer daar hij van hier telkenmale strooptochten in Drenthe en op de grenzen van Friesland deed.
Winschoten werd op 7 september prijsgegeven; Oudeschans capituleerde 27 oktober voor Von Galen. Coevorden werd na een verrassingsaanval op basis van een plan van schoolmeester Mijndert van der Thijnen eind december 1672 opgegeven. Bij dichte mist werden 600 Münsterse soldaten gevangengenomen en vielen 85 kanonnen in handen van Von Rabenhaupt. In januari 1673 liet Von Galen zijn troepen het Brandenburgse Mark en Kleef plunderen en ontmoette bij Wesel de troepen van Turenne. Von Galen verzamelde zijn troepen bij het Duitse Soest. Raimondo Montecuccoli, begon onderhandelingen met de prins-bisschop. De keizerlijke en Brandenburgse troepen trokken naar het zuiden, met de opdracht het bisdom Münster, de eerdere bondgenoot, te sparen.

## Gevolgen
Toen het land rondom de stad Amsterdam door inundatie deels onder water kwam te staan, viel de verkoop van bouwpercelen vrijwel stil. Het duurde een tiental jaren voordat de investeringen weer op gang kwamen. Al die tijd lagen in de Vierde Uitleg van Amsterdam bouwpercelen braak.
De ervaringen van het Rampjaar hadden aanzienlijke invloed op de richting van de buitenlandse politiek van de Republiek. Willem III zag het voortaan als zijn taak om de Republiek en Europa te verdedigen tegen Franse hegemoniale aanspraken. In alle oorlogen van Lodewijk XIV zouden de Nederlanders zijn tegenstanders steunen.